# Емануел Кријарас
Емануел Г. Кријарас (грч. Εμμανουήλ Γ. Κριαράς; Пиреј, 26. новембар 1906 — Солун, 22. август 2014) био је грчки лексикограф и филолог. Био је професор на Филозофском факултету, Аристотеловом универзитету у Солуну.

## Биографија
Рођен је 26. новембра 1906. године у граду Пиреј. Рано детињство провео је на острву Милос. Године 1914. се његова породица преселила у град Ханија. Тамо је завршио средњу школу. Студирао је на Универзитету у Атини од 1924. године, и дипломирао је 1929. године. Умро је од последица срчаног удара у Солуну, 22. августа 2014. године.